# Nona (literatura)
Nona – termin może oznaczać albo każdą strofę dziewięciowersową, albo konkretną strofę dziewięciowersową pochodzenia włoskiego rymowaną abababccb. Za wynalazcę włoskiej nony uchodzi Dino Campagni, domniemany autor dzieła L'intelligenza.
Al novel tempo e gaio del pascore
Che fa le verdi foglie e fior venire,
Quando gli augelli fan versi d' amore,
E l'aria fresca comincia a schiarire,
Le pratora son piene di verdone;
E li verzier cominciano ad aulire,
Quando son dilettose le flumane,
E son chiare surgenti le fontane,
E la gente comincia risbaldire;
Włoską nonę spożytkował również Gabriele D’Annunzio w wierszu Il dolce grappolo z tomu L'Isottèo (1886).
Strofy dziewięciowersowe mogą być oparte na trzech lub czterech rymach.
Strofę dziewięciowersową trójrymową Alfred Tennyson wykorzystał w znanej balladzie Pani z Shalott:
Willows whiten, aspens shiver.
The sunbeam showers break and quiver
In the stream that runneth ever
By the island in the river
Flowing down to Camelot.
Four gray walls, and four gray towers
Overlook a space of flowers,
And the silent isle imbowers
The Lady of Shalott.
Strofy Tennsyona rymują się aaaabcccb.
Najwyżej cenioną strofą dziewięciowersową jest zapewne strofa spenserowska. Strofy spenserowskiej używały dziesiątki poetów, w tym Walter Scott w lirycznych partiach poematu The Lady of the Lake. W tym samym dziele poeta zastosował również inną, czterorymową strofę dziewięciowersową (abaabccdd):
'Not faster yonder rowers' might
Flings from their oars the spray,
Not faster yonder rippling bright,
That tracks the shallop's course in light,
Melts in the lake away,
Than men from memory erase
The benefits of former days;
Then, stranger, go! good speed the while,
Nor think again of the lonely isle.
Felicia Hemans w poemacie The forest sanctuary zastosowała strofę dziewięciowersową rymowaną ababccbdd:
Oh, Indian hunter of the desert's race!
That with the spear at times, or bended bow,
Dost cross my footsteps in thy fiery chase
Of the swift elk or blue hill's flying roe;
Thou that beside the red night-fire thou heapest,
Beneath the cedars and the star-light sleepest,
Thou know'st not, wanderer-never may'st thou know!-
Of the dark holds wherewith man cumbers earth,
To shut from human eyes the dancing seasons' mirth.
Zwrotkę dziewięciowersową będącą oktawą (abababcc) wzdłużoną o jeden wers (abababccc) zastosował angielski poeta z XVII wieku Phineas Fletcher w poemacie The Locusts, or Apollyonists. Później schemat ten przejął od niego Francis Quarles. Czterorymową strofę dziewięciowersową o schemacie ababbccdd spożytkował w utworze Twicknam Garden John Donne.
Blasted with sighs, and surrounded with tears,
Hither I come to seek the spring,
And at mine eyes, and at mine ears,
Receive such balms as else cure every thing.
But O ! self-traitor, I do bring
The spider Love, which transubstantiates all,
And can convert manna to gall;
And that this place may thoroughly be thought
True paradise, I have the serpent brought.
Strofy dziewięciowersowe o różnych układach współbrzmień wykorzystywał Robert Browning.
Dziewięciowersowa w zapisie jest też zazwyczaj strofa Balassiego.
W Polsce strofa dziewięciowersowa nigdy nie była tak popularna jak oktostych albo oktawa. Pojawiła się wprawdzie już w średniowieczu (w pieśni Cesarzewno wszech najświętsza), ale pozostawała na uboczu. Strofy spenserowskiej używali Juliusz Słowacki i Jan Kasprowicz.  
I roztoczy opowieść przedemną,
Gdym go badać rozpoczął, ciekawy;
 Lecz opowieść tak smutną i ciemną,
Jak strop niebios, gdy ranek go mgławy
Zamknie w uścisk obłoków, że łzawy,
Snać o jasnym zwątpiłeś błękicie,
Snać już w promień nie wierzysz złotawy —
Ach! opowieść tak smutną, jak życie,
Jak chłopskie, polskie życie, lśniące w łzach obficie.
(Jan Kasprowicz, Salusia Orczykówna)
Strofę dziewięciowersową czterorymową Kasprowicz zastosował w wierszu Oni i my z cyklu Z padołu walki. Zwrotki rymują się ababcbcdd.
Wszystko, co piękne, wszystko, co szlachetne,
We waszych oczach marą lub głupotą;
Rycerskie hasła i zwycięstwa świetne
I skroń, koroną przystrojona złotą
W urągowisku u was i pogardzie.
Niwelacyjną zajętym robotą,
Wielkie tryumfy widzącym w petardzie,
Ze spiekłej wargi wieczne krzyki płyną:
Hej, chodź, Spartaku! hej, chodź, Katylino!
W literaturze czeskiej strofę dziewięciowersową rymowaną ababccdcd w wierszu Svatý kraj z tomiku České písně zastosował Josef Václav Sládek:
Buď pozdraven, ty svatý kraji,
jejž za otčinu Bůh nám přál,
kde rudobílé barvy vlají
od Šumavy až k Tatrám v dál,
kde jako zvonů sladké hraní
zní slávský jazyk horstvem, plání,
kde podle bratra stojí brat,
a od kolébky do skonáni
je hrdý svou tě matkou zvát.
Natomiast klasyczną strofę spenserowską w utworze Stvoření světa wykorzystał Jaroslav Vrchlický. Poeta ten wypracował też oryginalną zwrotkę dziewięciowersową, rymowaną ababcccdd, o wyraziście skontrastowanych wersach. Użył jej w wierszu Ekloga V z tomu Eklogy a písně.
Vzduch kol střemchou voní, jasný je co křišťál,
a jak pod tvou nohou mech se zachvívá!
Z rákosí zní cosi jako zvuky píšťal,
s hlohů padá prška květu zářivá;
ptáš se, v slzách plesu zrak,
proč se děje tak?
Pták
praví nad tvou hlavou a květ u nohou:
Jinak se ty divy jara díti nemohou!